# 古斯塔夫·许尔格
古斯塔夫·许尔格（德語：Gustav Schürger，1908年1月4日—1969年6月10日），德国男子水球运动员。他曾代表德国参加1936年夏季奥林匹克运动会水球比赛，获得一枚银牌。他在第二次世界大战期间担任军医。